# Bronshoningzuiger
De bronshoningzuiger (Nectarinia kilimensis) is een zangvogel uit de familie Nectariniidae (honingzuigers).

## Verspreiding en leefgebied
Deze soort telt 3 ondersoorten:
- N. k. kilimensis: van oostelijk Congo-Kinshasa en zuidelijk Oeganda tot centraal Kenia en noordelijk Tanzania.
- N. k. arturi: van zuidelijk Tanzania tot oostelijk Zimbabwe.
- N. k. gadowi: het westelijke deel van Centraal-Angola.